# Хорхе Едуардо Ромеро
Хо́рхе Едуа́рдо Роме́ро (ісп. Jorge Eduardo Romero, 10 січня 1939, Буенос-Айрес) — колишній аргентинський футбольний арбітр. Арбітр ФІФА у 1976—1989 роках.

## Кар'єра
Працював на таких міжнародних змаганнях:
- Кубок Лібертадорес 1980 (перший фінал)
- Молодіжний чемпіонат світу 1981 (2 гри)
- Кубок Лібертадорес 1982 (другий фінал)
- Кубок Америки 1983 (1 матч)
- Олімпійські ігри 1984[2] (2 гри)